# Tarco Aviation
Tarco Aviation (arabisch تاركو للطيران) ist eine sudanesische Fluggesellschaft mit Sitz in Khartum und Basis auf dem Flughafen Khartum. Mit Stand vom Dezember 2023 wird der Flughafen Bur Sudan als Basis genutzt.

## Flugziele
Tarco Air bedient von Port Sudan aus Ziele innerhalb Afrikas und auf der Arabischen Halbinsel.

## Flotte

### Aktuelle Flotte
Mit Stand Dezember 2022 besteht die Flotte der Tarco Air aus 14 Flugzeugen mit einem Durchschnittsalter von 23,4 Jahren:

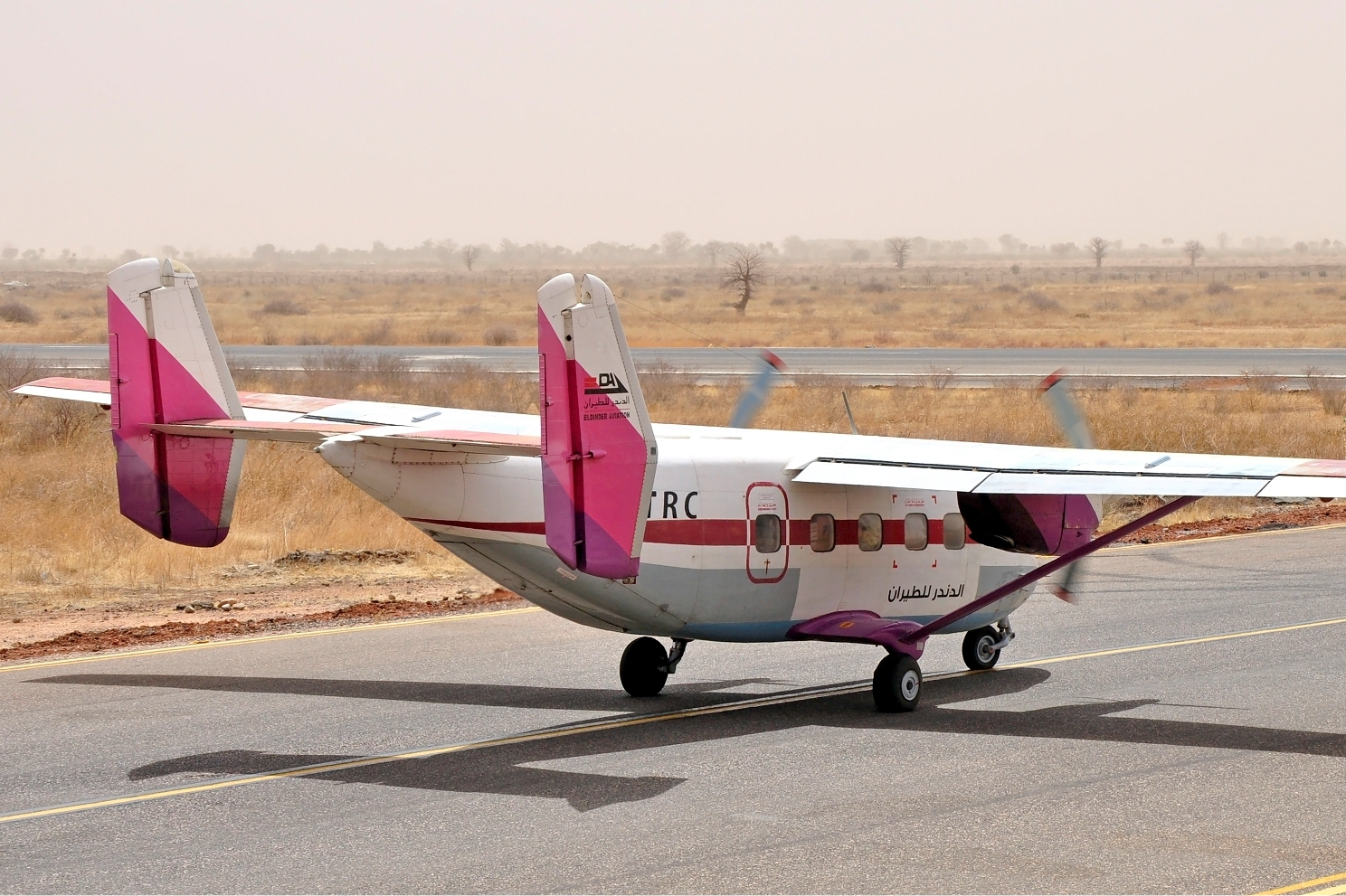
Antonow AN-28 der Tarco Aviation, 2012

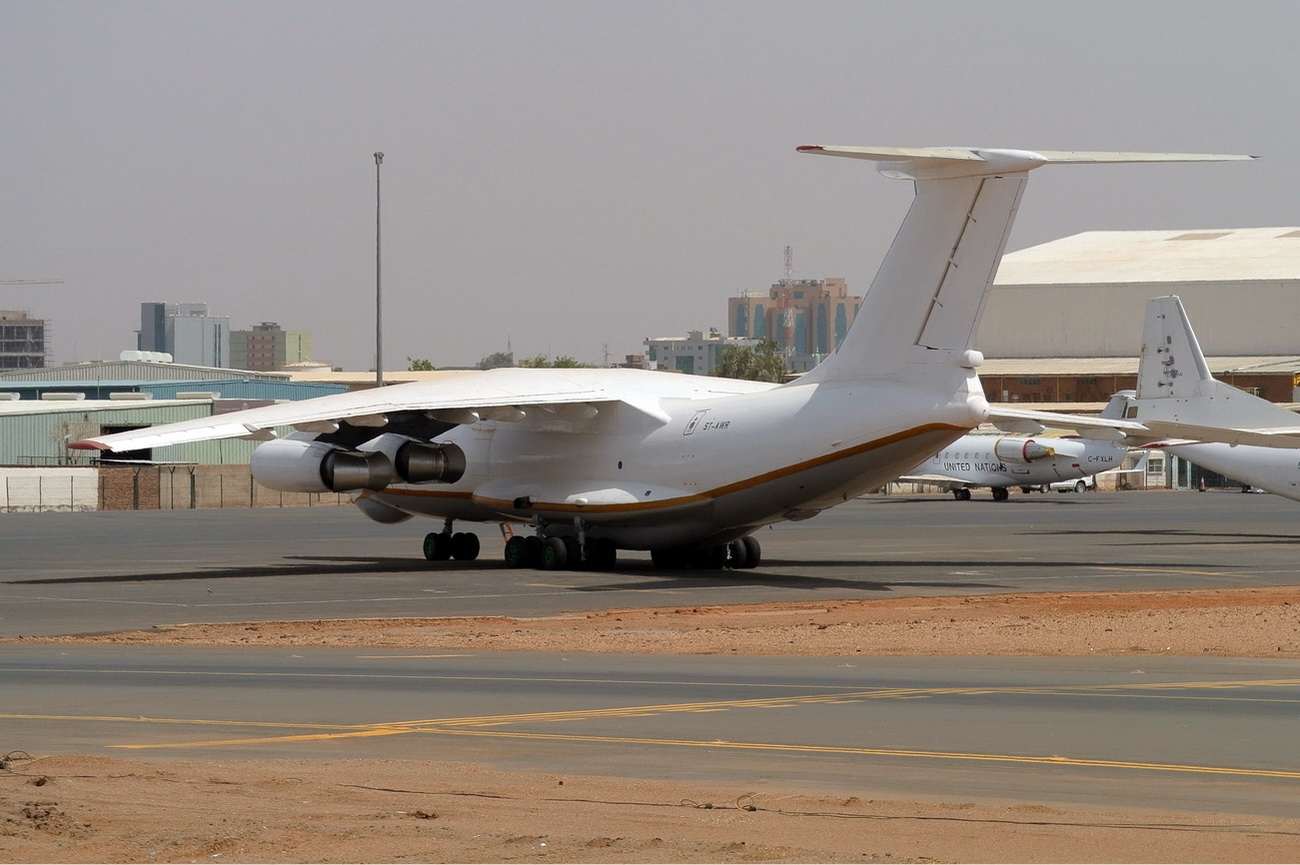
Iljushin IL76 der Tarco Aviation, 2012

| Flugzeugtyp        | Anzahl | bestellt | Anmerkungen                                              |
| ------------------ | ------ | -------- | -------------------------------------------------------- |
| Boeing 737-300     | 04     |          | eine inaktiv                                             |
| Boeing 737-400     | 03     |          |                                                          |
| Boeing 737-500     | 01     |          | inaktiv                                                  |
| Boeing 737-800     | 03     |          | inaktiv                                                  |
| Embraer Legacy 600 | 02     |          | Geschäftsreiseflugzeug                                   |
| Embraer ERJ-135    | 01     |          | soll bei den Kämpfen im April 2023 zerstört worden sein. |
| Gesamt             | 14     | –        |                                                          |

### Ehemalige Flugzeugtypen
- Antonow An-28
- Fokker 50
- Iljuschin Il-76

## Zwischenfälle
- Am 11. November 2010 verunglückte eine Antonow An-24 mit dem Luftfahrzeugkennzeichen ST-ARQ bei der Landung auf dem Flughafen Zalingei im Sudan. Bis zu sechs der 38 Personen, die sich an Bord des Frachtflugzeuges befanden, sollen dabei ums Leben gekommen sein.[4]